# Montblanc (Erau)
Montblanc (en occità Montblanc) és un poble occità del Llenguadoc del departament de l'Erau, a la regió d'Occitània. La població es deia abans Sainte-Eulalie de la Thongue (en francès).

## Llocs destacats

### El Castell Vell
El lloc anomenat Castell Vell és el punt més elevat del poble, que s'escampa als seus peus per mitjà de carrers empedrats estrets. En aquest indret es pot apreciar el magnífic conjunt fortificat del Castell i l'Església de Santa Eulàlia, que el 1987 fou declarat Monument Històric pel govern de França:
Església de Santa Eulàlia
L'església és mencionada ja al segle xii i també al segle xiii en diverses butlles papals:
- Una del 1153 en la que el papa Eugeni III declara sota la seva jurisdicció el feu de Besiers, que inclou també l'església de Montblanc.
- Una altra del 1156 sobre l'enfrontament de l'abad de Vilamagna i el bisbe de Beziers.
- Del 1179 és una butlla del papa Alexandre III.
- Honori III l'esmenta en una butlla del 1216.

La nau central, quadrangular i romànica, és de principis de segle xi. Durant el segle xii, el cor és edificat en forma de cul de forn i el conjunt és connectat a la resta de la fortificació. El campanar data del segle xiii i es construeix alt (35 m) i emmerletat perquè servís d'atalaia per vigilar l'arribada de saquejadors. Les capelles que es poden apreciar avui dia són dels segles xiv i xv, i la magnífica càtedra oratòria fou fabricada el 1730.
El Castell Vell
La torre del castell és l'únic vestigi que resta del castell feudal (anomenat popularment Castell Vell) que es construí a tocar de l'església. Domina el poble, flanquejada de dos arcs encorbats en cintra segons l'art llombard de l'alta edat mitjana. Un altre castell d'estil Renaixement va ser construït al segle xv a l'altra banda de l'església. El 1533, els reis de França Francesc I i Elionor d'Habsburg van hostatjar-s'hi durant uns dies.

### El Forn Públic
L'antic forn públic és situat en el centre del poble, en el fons d'un tancat. Edificat durant l'edat mitjana per coure el pa, va ser remodelat els anys 1610 i 1662, i fou utilitzat constantment fins a la revolució francesa de 1789. Després del període de Napoleó va tornar a l'activitat (1814) fins a principis de segle xx. El 1999 l'Ajuntament va decidir rehabilitar-lo i donar-li el mateix aspecte que tenia originalment.

### La Casa Consular
L'esplèndida Casa Consular fou construïda el 1664 pels cònsols Gasc i Dijous just davant l'emplaçament de les premses vinícoles de davant del "Castell Vell". La casa Consular fou el centre de la vida municipal fins a la revolució francesa. Els Cònsols, presents en molts dels actes de la vida quotidiana rural, compartien el poder amb el senyor del lloc i eren escollits cada any pels caps de les famílies nobles de la població. La magnífica sala de reunions es pot visitar al primer pis de l'edifici mentre que la planta baixa servia de mercat. El seu pilar d'angle va servir molt de temps de costell on s'exposaven els caps dels bandolers ajusticiats.

### La Font Vella
La Font Vella és una sortida d'aigua canalitzada a l'est del poble on actualment raja un doll d'aigua fresca. Antiga font natural, les obres de canalització foren efectuades el 1667 per Etienne. El timpà del seu arc ogival porta gravada una inscripció difícilment llegible : "O M".

### El Museu
El Museu fou creat el 1929 en el si de l'Ajuntament. Consta de quadres d'inspiracions diverses. Reorganitzat el 2001, una utilització millor de l'espai permet el descobriment més fàcil de les nombroses obres d'art locals exposades.

## Ciutats agermanades
Montblanc està agermanada amb la població:
- Montblanc, vila catalana de la Conca de Barberà.